# Bataille de Fiesole (405/406)
Pour l’article homonyme, voir Bataille de Fiesole.
Déclin de l'Empire romain d'Occident
Batailles
- Pollentia (402)
- Vérone (403)
- Fiesole (405/406)
- Passage du Rhin (406)
- Mayence (406)
- Rome (410)
- Carthage (439)
- Champs Catalauniques (451)
- Rome (455)
- Sinuessa (458)
- Carthagène (460)
- Orléans (463)
- Cap Bon (468)

La bataille de Fiesole est une bataille opposant les troupes de l'Empire romain menées par Stilicon et les Goths de Radagaise qui se déroula près de Fiesole en 405 ou 406 ap. J.-C.

## Contexte
Au cours du IVe  et du début du  Ve siècle  de notre ère, les Huns, peuple nomade venu d'Asie Centrale, débarquent en Europe. En 395, alors qu'ils se concentrent principalement au nord de la Mer Noire, ils initient une vague de raids qui dévastèrent une grande partie de l'Empire romain d'Orient. Perturbant les groupes déjà établis dans la région, la migration des Huns fut à l'origine de nombreux déplacements de populations durant l'Antiquité Tardive. C'est vers cette période qu'ils décident de migrer dans la grande plaine de Hongrie. Ce mouvement est probablement à l'origine de la migration des Goths (qui entretiennent de mauvaises relations avec les Huns menés par Uldin) dirigée par Radagaise vers l'Italie, ainsi que de celles des Vandales, Alains, Suèves et Burgondes vers la Gaule.
Les Goths de Radagaise proviennent de l'ouest des Carpates, au nord du Danube, à l'est de la province romaine de Pannonie. Forcés à la promiscuité par la présence des Huns près de fleuve, ils préférèrent risquer une migration dans les frontières de Rome que d'affronter la horde d'Uldin.

## Les forces en présence
Orose soutient que l'armée de Radagaise est forte d'environ 200 000 Goths ; Zosime, quant à lui, évoque une coalition forte de 400 000 germains,.
Stilicon, toujours selon Zosime, disposait d'une trentaine de cohortes, appelées à l'époque numeri, pour un total d'environ 15 000 soldats, auxquels il faut ajouter les auxiliaires Goths alliés de Rome (selon Orose ; Zosime parle quant à lui d'Alains) et des auxiliaires issus des forces des Huns.

## La bataille
Selon Paul Orose, l'armée de Radagaise envahit la péninsule italienne en 405 avec donc 200 000 hommes. Selon une source plus tardive, le chef goth divise son armée en trois parties, dont seulement une est arrêtée à Fiesole par Stilicon.
Un mouvement de panique traverse l'Italie : à Rome, selon Orose, les païens profitent de l'occasion pour s'en prendre aux chrétiens et aux églises, affirmant que Radagaise triompherait du fait de sa fidélité aux dieux anciens, tandis que Rome ne pouvait que chuter pour avoir renié ses anciennes divinités protectrices, ayant définitivement embrassé le christianisme comme religion unique d'État quelques années auparavant.
Le nord de l'Italie fut mis à sac par la troupe de Radagaise, provoquant une foule de déplacés, contraints d'abandonner leurs terres, partout dans les territoires adjacents.

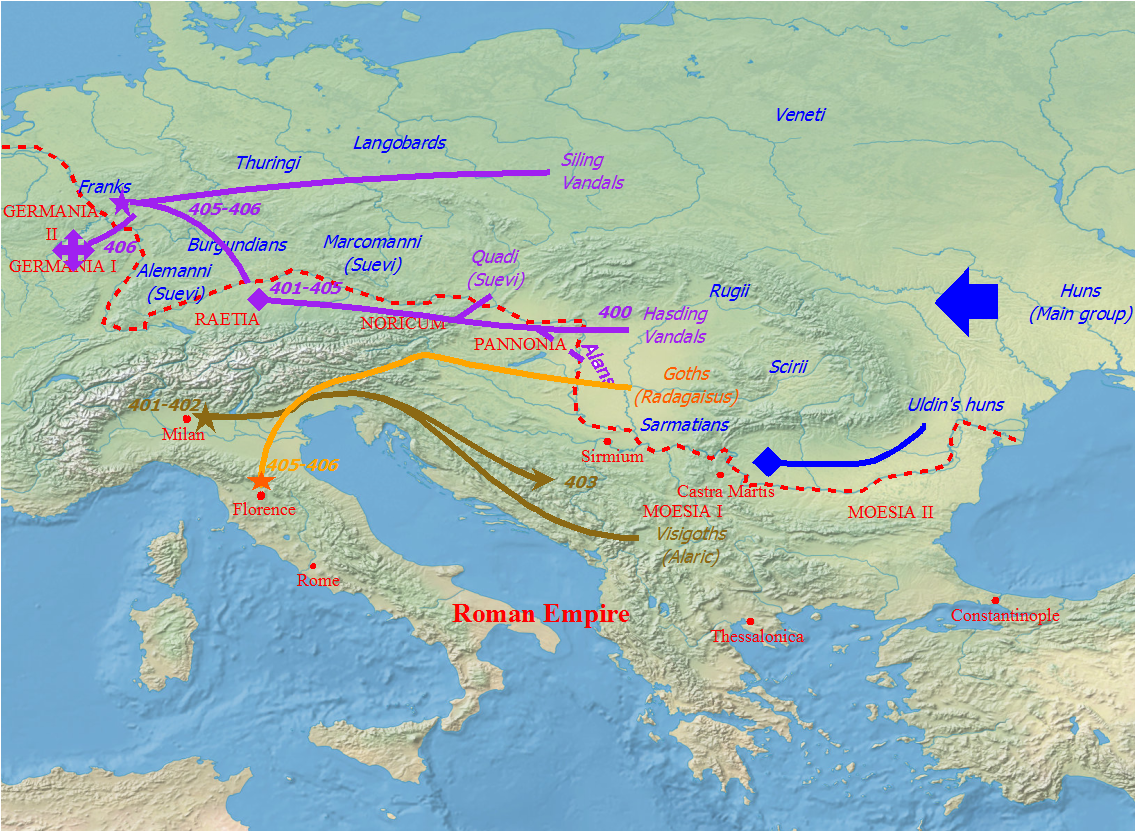
L'Empire romain d'occident au début du Ve siècle et le trajet des migrations hunniques et germaniques contemporaines

Stilicon met alors en place une réforme militaire pour renforcer son armée : cherchant à inciter les provinciaux à s'enrôler, il promet une prime de 10 solidi (monnaie d'or) ; la nécessité d'agrandir ses effectifs le contraint même en enrôler des esclaves fournis par les citoyens et par les peuples fédérés, en l'échange d'un affranchissement et d'une prime de 2 solidi. Au-delà de ces mesures, il s'assure dans le même temps du soutien de ses alliés Wisigoths et Huns, dirigés respectivement par Saron et Uldin.
Dans le même temps, Radagaise atteint l'Etrurie septentrionale et pose le siège devant Florence. L'approche de Stilicon force l'armée des Goths à quitter leur position d'assiégeants et dans leur mouvement de fuite provoquent l'affrontement autour de Fiesole, où ils subissent une lourde défaite. Radagaise tente d'abord de fuir, mais il est capturé et décapité devant les portes de la ville le 23 août, tandis qu'une partie de ses troupes (12 000 hommes) est maintenue prisonnière par l'armée romaine, le reste étant réduit en esclavage. Selon Orose, l'abondance de la population servile gothique qui inonda soudainement le marché fut à l'origine d'un effondrement dramatique du prix des esclaves,,.
Selon Paul Orose, fervent chrétien et défenseur de la religion nouvellement établie dans l'Empire, la bataille n'en fut même pas une, du fait de la faiblesse des païens et de l'assistance de Dieu au secours de l'armée de Rome. Il ajoute que les Romains auraient de toute façon vaincu les Goths de Radagaise sans combattre car les ennemis, réfugies sur les collines de Fiesole, pris au piège sans nourriture, étaient déjà massacrés par la famine avant de l'être par l'épée.

La version de l'historien grec Zosime diffère sensiblement de celle d'Orose. Selon lui, Stilicon s'était d'abord mis d'accord avec Alaric Ier, stationné en Epire, afin qu'il l'aidât, en cas de guerre civile contre Arcadius, empereur en Orient, à récupérer le diocèses de Dacie et de Macédoine. C'est à ce moment que l'invasion de Radagaise prend place, avec 400 000 "celtes et germains" selon l'auteur grec. Zosime explique que malgré la panique qui saisit alors l'Italie, Stilicon, serein, regroupe à Pavie 30 cohortes ainsi que ses auxiliaires Huns et Alains, fond sur Florence, repousse Radagaise et contraint son armée à se rendre grâce à un encerclement dans les collines de Fiesole. Il est alors célébré comme libérateur et sauveur de Rome et de l'Italie.

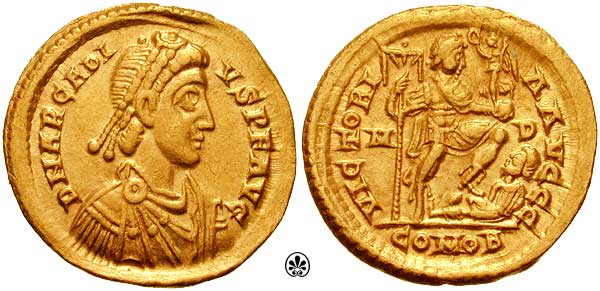
Solidus d'Arcadius
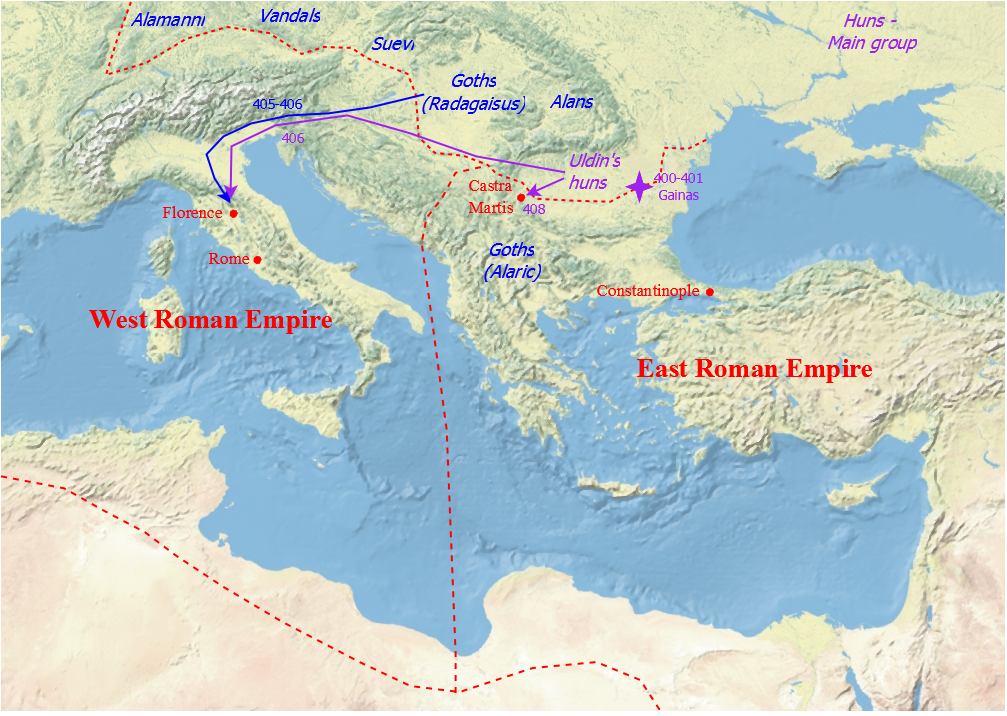
Carte des mouvements liés à l'invasion de Radagaise
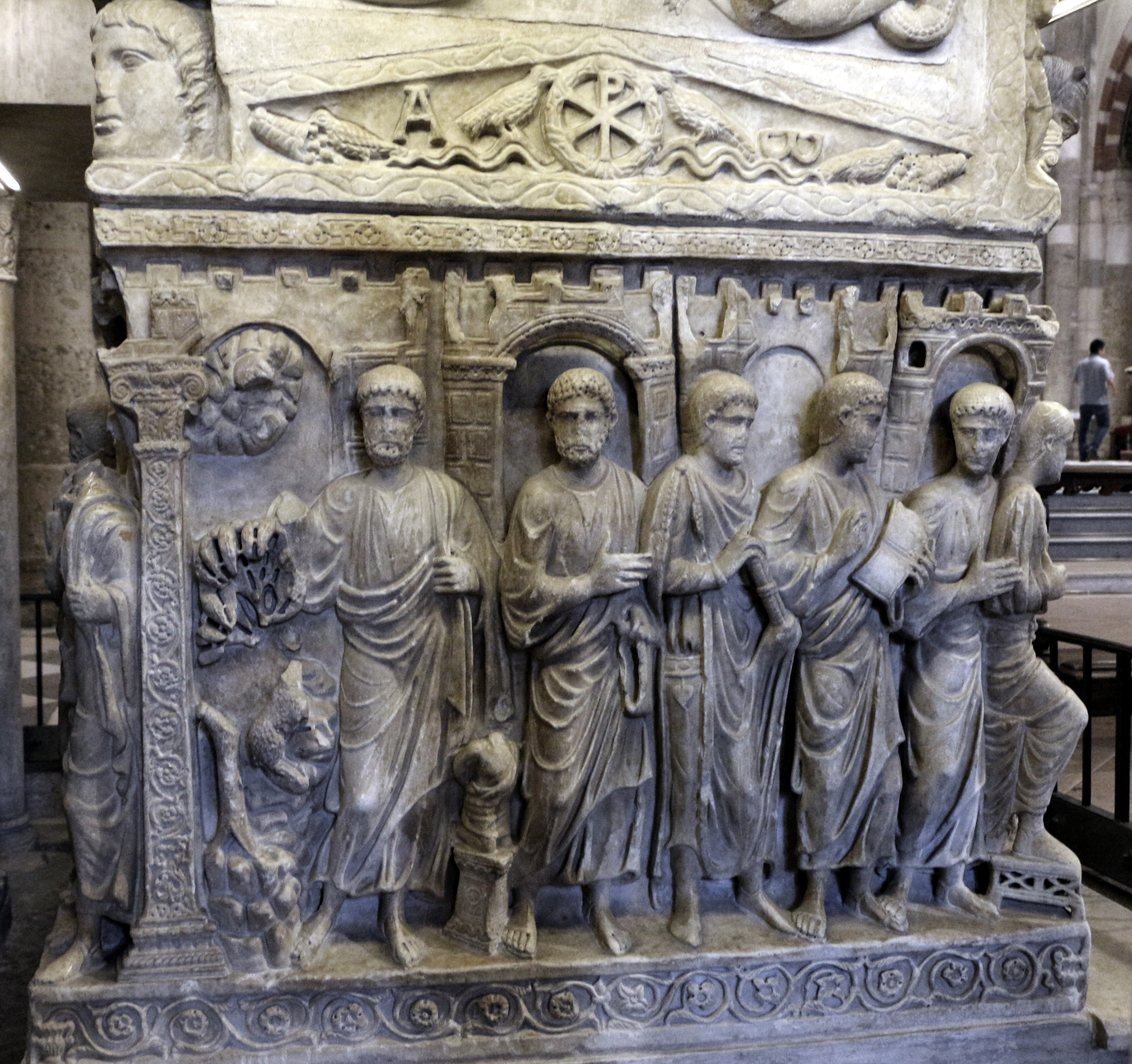
Sarcophage dit "de Stilicon"
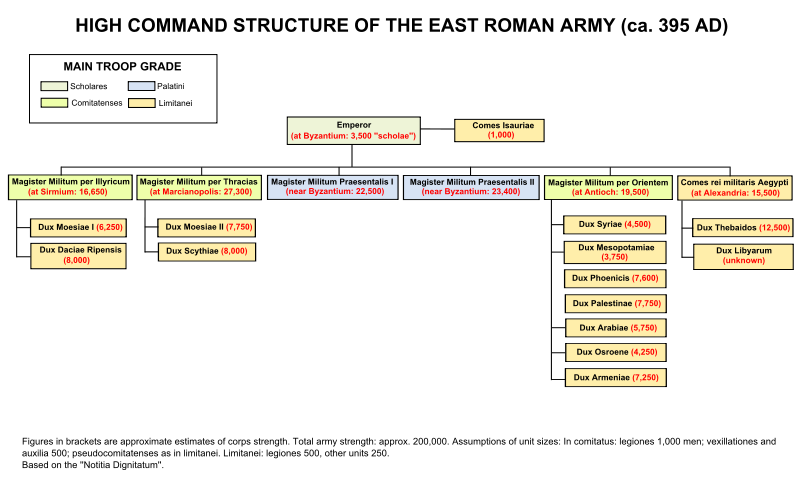
L'armée romaine tardive (vers 395 ap. J.-C.)

## Conséquences
La victoire de Stilicon sur Radagaise est accueillie à Rome par une grande joie. On décide alors de la construction d'un arc de triomphe ainsi que d'un monument sur le Forum pour célébrer la victoire et « l'amour exceptionnel de Stilicon pour le peuple romain » ; on élève sur la tribune des Rostres une statue honorifique de Stilicon,.
Cependant, pour vaincre Radagaise, Stilicon avait du dégarnir une partie des frontières rhénanes de ses troupes. Le 31 décembre 405 ou 406 ap. J.-C., une forte gelée prend dans les eaux du Rhin, permettant à un large contingent de Vandales, Alains, Suèves, de le franchir et d'envahir les provinces des Gaules, sans trouver de fait aucune opposition jusqu'à l'Hispanie. Selon certains historiens du XVIIIe siècle, notamment E. Gibbon, en se fondant sur la possible "multiethnicité" de l'armée de Radagaise relatée par Orose, c'est en réalité précisément les deux tiers restants de son armée qui franchissent le fleuve marquant la frontière avec le barbaricum et ravagent la Gaule, faisant des choix de Stilicon un échec à retardement pour la défense de l'Empire. Cette conjecture n'est cependant pas démontrable ni reconnue comme plausible par les historiens modernes. 
En 408 Stilicon, accusé (probablement à tort) par plusieurs concurrents de la cour impériale d'avoir incité les Vandales, Alains, et Suèves à envahir les Gaules dans le but de profiter de l'affaiblissement de l'empereur pour revendiquer le trône pour lui-même fut accusé de trahison et tomba en disgrâce. Les soldats d'origine germanique de l'armée romaine furent alors persécutés et une grande partie d'entre eux (dont certains issus des 12 000 prisonniers de l'armée de Radagaise qui s'étaient depuis enrôlés dans l'armée romaine) se retournèrent pour intégrer l'armée d'Alaric, portant ses forces à 30 000 têtes. Peu après, une partie des milliers d'esclaves issus de la capture de l'armée de Radagaise vint aussi gonfler l'effectif d'Alaric, lui permettant d'attaquer Rome et de la mettre à sac en 410. 
Dans le même temps, les nombreux peuples ayant franchi le Rhin achèvent de couper de Rome une partie de ses territoires d'Occident : Brittania, Espagne, ainsi qu'une partie de la Gaule. 